# Koltrast
Koltrast (Turdus merula) är en fågel som tillhör familjen trastar. Den räknas som den mest utbredda trasten i Europa. Tidigare var koltrasten en utpräglad skogsfågel men den har sedan mitten av 1800-talet bosatt sig i parker nära bebyggelse samt i trädgårdar vilket idag gör den till en kulturföljare. Tidigare behandlades en stor mängd trastpopulationer i palearktis som del av arten, men genetiska studier indikerar att de bättre beskrivs som fyra arter: koltrast, mandarintrast (T. mandarinus), tibettrast (T. maximus) och indisk trast (T. simillimus).
Koltrasten är tack vare sin närhet till människor allmänt bekant. Hanen känns igen på sin kolsvarta kropp, gula näbb och gula ögonring. Han har en högljudd, melodisk sång.
Koltrasten blev 1962 i en omröstning i Dagens Nyheter utsedd till Sveriges nationalfågel av läsarna. Vid en ny omröstning 2015, initierad av Sveriges ornitologiska förening, utsågs koltrasten åter till Sveriges nationalfågel.

## Systematik och utbredning
Koltrasten beskrevs taxonomiskt 1758 av Carl von Linné i den tionden upplagan av hans Systema Naturae under dess nuvarande vetenskapliga namn Turdus merula. Namnet härstammar från turdus som betyder "trast" på latin och merula som var det latinska namnet för "koltrast".
Koltrasten är en av cirka 65 arter av medelstora till stora trastar inom släktet Turdus, som karaktäriseras av rundade huvuden, ganska långa, spetsiga vingar och ofta melodisk sång. Koltrastens taxonomi har under 2000-talet genomgått förändringar utifrån genetiska studier som visar att artens olika delpopulationer inte är varandras närmaste släktingar. Detta har inneburit att det tidigare artkomplexet, vars utbredningsområde sträckte sig från västligaste Europa till Kina, har delats upp i fyra arter: koltrast, mandarintrast (T. mandarinus), tibettrast (T. maximus) och indisk trast (T. simillimus). Koltrastens utbredningsområde utifrån denna uppdelning sträcker sig från Azorerna i väst, genom Europa, Skandinavien, norra Afrika, och vidare österut till Mellanöstern till södra Iran och vidare i Centralasiens bergsområden kring Afghanistan, Pamir och Xinjiang. Den förekommer även som introducerad art i Australien.
I de tempererade zonerna i nordvästra Afrika och Europa förekommer den i medelhavsområdena med hårdbladsvegetation och vinterregn, norrut till de sydliga tajgaartade barrskogarna. Till över 2 600 meter över havet (Chrebet Talasskij Alatau) finner man koltrasten i höglands- och bergsskogarna i sydvästra och mellersta Asien.

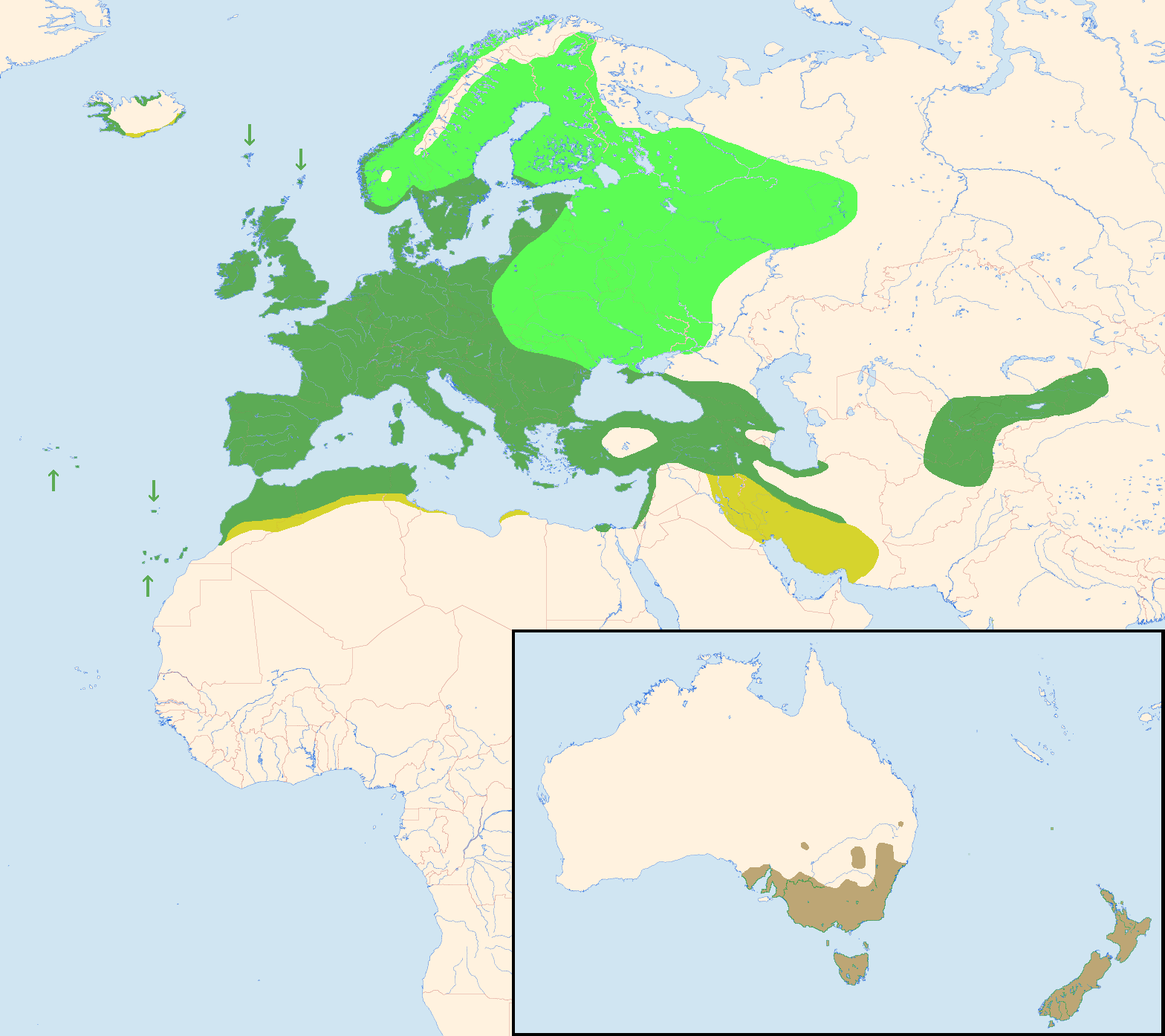
Koltrastens utbredningsområde.

I Sydvästasien förekommer den från Kaukasus och Turkiets nordliga kustregioner till Zagrosbergen och bergsdalarna i södra Kerman på upp till 3100 meter över havet. Likaså finns den i nordöstra Irak, Syrien och i nordvästra Jordanien. I utbredningsområdena i Afrika uppträder koltrasten som häckfågel, från Medelhavskusten söderut ända till Saharas nordgräns, till och med i vissa oaser.
Ytterligare isolerade populationer förekommer på Azorerna, Madeira och Kanarieöarna.

### Introducerade populationer
Under 1860- och 1870-talen introducerades koltrasten av europeiska nybyggare till Australien och Nya Zeeland. I Australien skedde etableringen från söder där den i dag är vanlig och den blev först talrik runt omkring Melbourne. Dock är den fortfarande ganska ovanlig runt omkring Sydney. Den population som tidigt etablerade sig på Tasmanien härstammar från ett antal fåglar från Hobart Zoo. Etableringen på omgivande öar kring Australien tros ha ägt rum utan mänsklig inblandning. Populationen runt omkring Australien häckar från september till januari.

### Underarter
Koltrastens taxonomi är omdiskuterad och en rad trasttaxa kategoriseras ibland som underarter till koltrasten och ibland som egna arter.
Man delar idag upp koltrasten i sju underarter:
- vanlig koltrast[8] T. m. merula – nominatformen, återfinns i central- och nordöstra Europa och Skandinavien.
- T. m. azorensis – är endemisk för Azorerna.
- T. m. cabrerae inklusive T. m. agnetae – lever på Madeira och de västra Kanarieöarna.
- T. m. mauretanicus – återfinns i Nordvästafrika i Marocko, Algeriet och Tunisien.
- T. m. aterrimus inklusive T. m. insularum – återfinns i sydöstra Europa, Krim, Kaukasien, östra öarna i Medelhavet och norra Iran.
- T. m. syriacus – återfinns i södra Turkiet, Mellanöstern och södra Iran.
- T. m. intermedius – återfinns i Kirgizistan, Tadzjikistan, nordöstra Afghanistan, Pamir och Xinjiang.

Populationen på Skottland och Irland, ibland kategoriserad som ticehursti, har ännu inte fått status som en egen underart. Andra lokala populationer som uppvisar mindre variationer men som formellt inte fått status som taxa är till exempel hispaniae, mallorcae och pinetorum.

### Förekomst i Sverige
Koltrasten förekommer allmänt i hela södra och mellersta Sverige ända upp till norra Värmland och uppför Norrlandskusten. Individtätheten avtar ju längre norrut i Sverige man kommer. Man räknar med att den svenska populationen består av cirka 1,8 miljoner par. Merparten av de svenska koltrastarna flyttar i slutet av september till början av november till Västeuropa, och återkommer i mars till april. I södra och mellersta Sverige övervintrar en del av populationen, särskilt de som lever nära bebyggelse. I Sverige var koltrasten tidigare en skygg skogsfågel med utbredning endast i södra Sverige. I början av 1900-talet började den sprida sig norrut och blev allt vanligare i parker och trädgårdar i städer och i närheten av människor, vilket har resulterat i att den är en av de mest välkända fåglarna i Sverige.

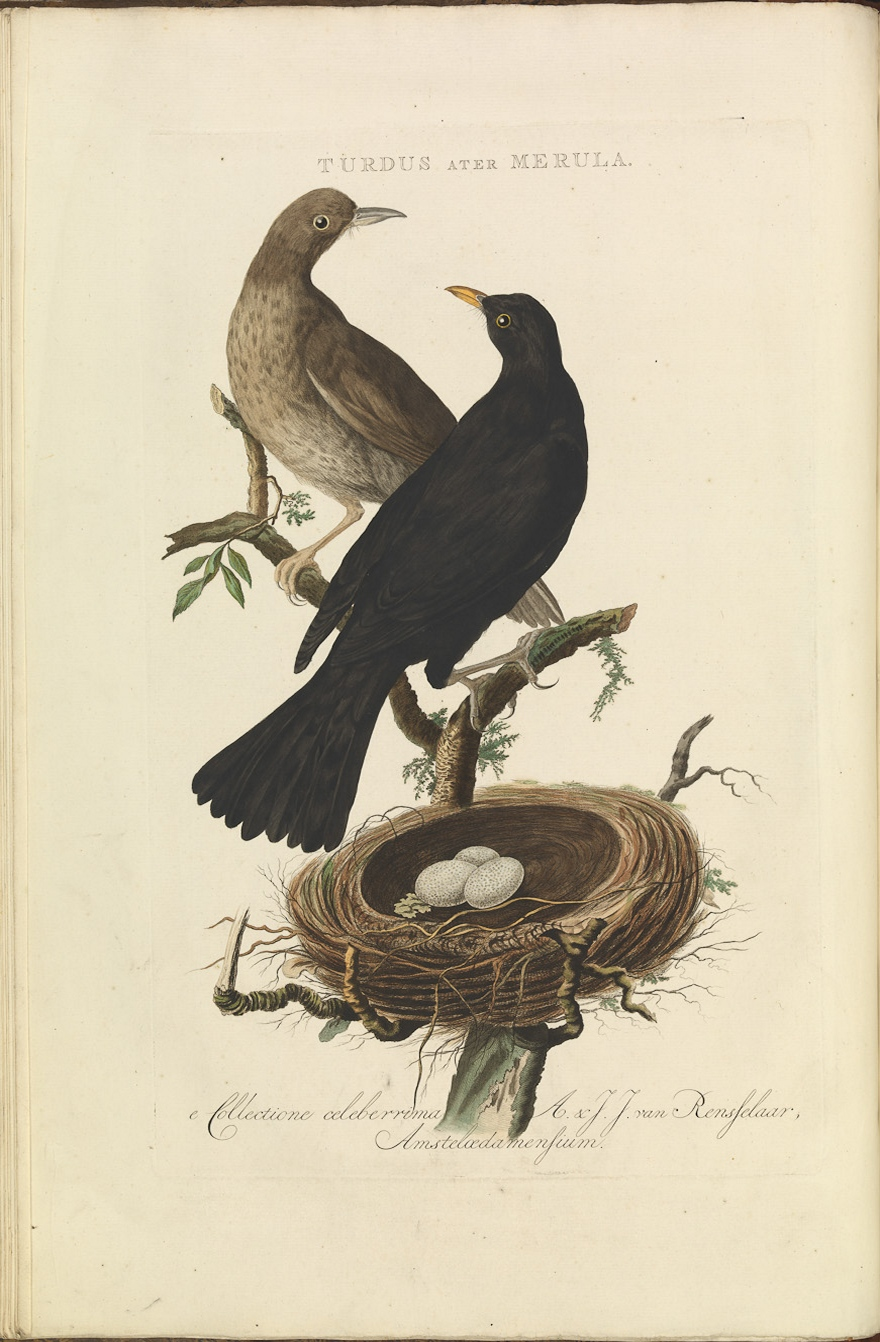
Koltrast i boken Nederlandsche Vogelen (Nederländska fåglar) - Vol. 1, från 1770

### Flyttning
Koltrasten är partiell flyttfågel. Ju nordligare och strängare häckningsmiljö, desto större är andelen flyttande individer. Exempelvis är minst 89 procent av populationen i Finland, 76 procent i Sverige och 61 procent i Norge flyttfåglar, medan det bara rör sig om 16 procent i Danmark.
Det typiska övervintringsområdet för europeiska koltrastar sträcker sig över Mellan-, Syd- och Västeuropa. Ofta används häckningsområdet även som övervintringsområde. Mindre flyttningar inom detta område är dock mycket sannolika, varför koltrasten även är en strykfågel.
Det finns indikationer på att ständigt färre koltrastar flyttar. Beståndet tilltar, men de observerade flyttfågeltalen minskar (till exempel i Randecker Maar). Detta kan bero på det faktum att det finns allt fler vintergröna träd och buskar på tomter och i parker, vilket möjliggör en tidig häckning med höjd framgång. Stadskoltrastar tycks i mycket liten grad flytta och räknas nästan som rena stannfåglar.
Bergsskogar överges om vintern och endast enstaka koltrastar övervintrar i djupare liggande områden.
I kontinentala Europa sker flytten huvudsakligen åt sydväst men i Medelhavsområdet även direkt söderut. Från Skandinavien till Tjeckien kan även väst- eller västnordvästlig flyttning observeras. Västliga, mellaneuropeiska populationer flyttar västerut till Västeuropa, Europas övriga populationer till Medelhavsområdet.

#### Enskilda flyttningsrörelser
- Brittiska populationen är huvudsakligen stann- respektive strykfåglar. Nordliga populationer flyttar till sydligare områden, men även till nordvästra Frankrike eller till Beneluxländerna.[13]
- Norska populationen flyttar delvis direkt över Nordsjön till Brittiska öarna eller över fastlandet till norra Frankrike. Även på Island har ringmärkta fåglar återfunnits.[11]
- Svenska populationen flyttar till Norge, Danmark, Storbritannien, Irland och Spanien.[11]
- Finländska populationen övervintrar i Västeuropa från England till nordvästra Spanien.[11]
- Nederländska och belgiska populationen är i huvudsak stannfåglar. I mindre utsträckning sker en flyttning till Irland, Frankrike eller Spanien.
- Schweiziska populationen är likaså övervägande stannfåglar. Flyttfåglarna når Sydfrankrike, Spanien och ibland även Algeriet.
- Tyska populationen är stryk- och stannfåglar. Flyttningen sker i riktning åt väst och sydväst till Nederländerna, Belgien, södra England, norra och centrala Frankrike. De östligare populationerna flyttar till Storbritannien, Irland, Belgien, Frankrike, Portugal, Spanien och Italien.
- Tjeckiska populationen övervintrar övervägande i Frankrike, i mindre antal även i Spanien.
- Slovakiska populationen flyttar till Italien, Korsika, Sardinien och Balearerna.
- Ungerska populationen flyttar huvudsakligen till Italien, Sardinien och Korsika.
- Baltiska populationen och häckpopulationen från Kuriska näset flyttar framför allt till Storbritannien och till det sydliga Nordsjöområdet, men även till Frankrike, Spanien och Italien.
- Västryska populationen övervintrar i Sverige, England, Tjeckien och Ungern.

## Utseende och läte

### Storlek
Koltrasten är en av de största trastarna i Europa. Flertalet fågelböcker uppger 23,5–29 cm, där honan upptar det mindre spannet, medan hanen är större. Dock härstammar denna storleksangivelse från när alla fyra beskrivna arter ovan, från koltrastkomplexet fördes till arten, där det östliga taxonet mandarinus är det största. Efter uppdelningen i fyra arter uppger exempelvis Handbook of the Birds of the World idag storleksangivelsen till 24–27 cm. Medianvikten är 85–105 gram. Den har ett vingspann på 35–38 cm.

### Fältkännetecken för nominatformenT. m. merula
Adult hane är enfärgat svart till brunsvart med orangegul näbb, som mörknar på sensommaren, och har en lysande orangegul orbitalring. Hand- och armpennorna kan verka urblekta på våren.
Adult hona har mörkbrun till olivgrå ovansida, och oftast en något ljusare panna. Den adulta honans näbb är blekgul med mörkbrun övre näbbas. Honan har ett svagt ljusare ögonbrynsstreck, en något mörkare tygel och mörkbruna örontäckare. Strupen och hakan är ljusgrå med längsstreckad vattring som sträcker sig ned på bröstet som är brungrått, gulbrunt eller rödbrunt och oftast mörkbrunt fläckat, i sällsynta fall otecknat. Buken och undergumpen är brunsvarta, brun, gråbrun eller grå. Kroppssidorna och de undre stjärttäckarna är mörkbruna eller variabelt olivgrå som ovansidan med längsgående mörka fläckar. Stjärtfjädrarna är mörk- till svartbruna. Ovansidan av vingen är mörkbrun.

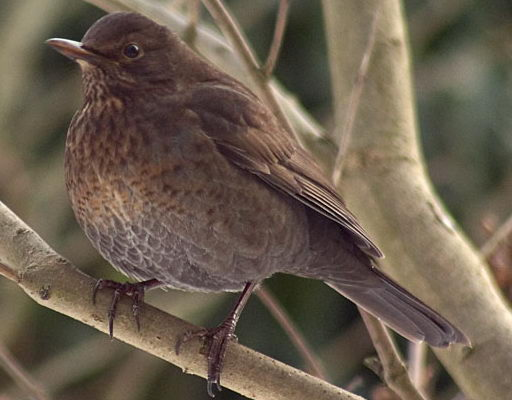
juvenil.

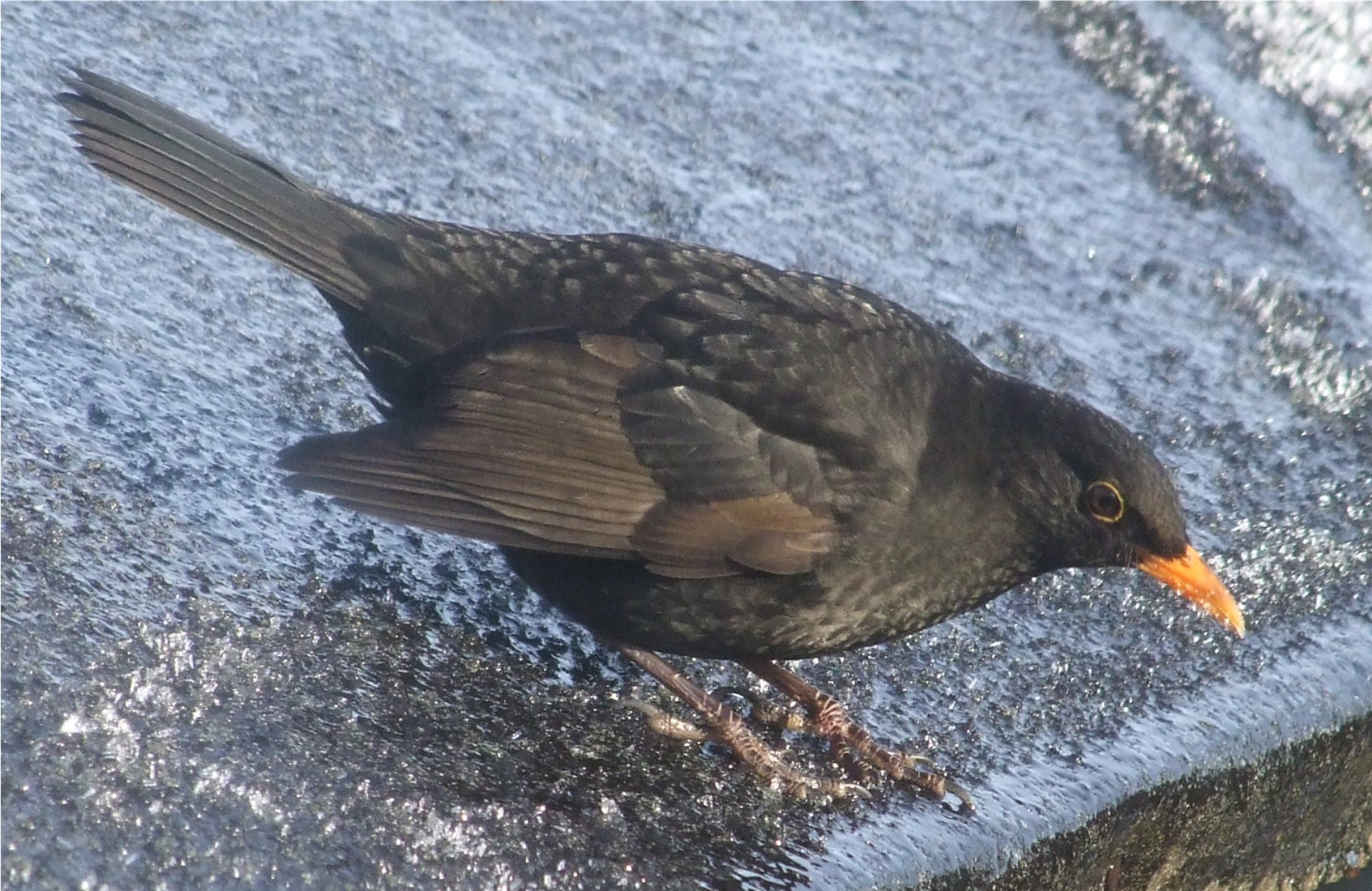
Hane under första vintern. Notera de bruna vingpennorna som skiljer sig från den i övrigt svarta dräkten.

Den juvenila hanen har likt den adulta honan en rödbrun fjäderdräkt. Dess hjässa och örontäckare är precis som hos den adulta honan mörkbruna men den har ett tydligare ögonbrynsstreck och mörkare tygel vilket ger ansiktet högre kontraster. Dess skuldror, mantel, bröst och kroppssidor har en varmt brun ton och fjädrarna på dessa partier har oftast ett gulbrunt spolstreck vilket ger dessa partier ljusa längsgående fläckar. Bakrygg, övergump och övre stjärttäckare är något mörkare enfärgat mörkbruna. De övre stjärttäckarna uppvisar ibland ljus- eller rostbruna spetsar. Haka och strupe är gulbruna ibland även ljust rostfärgade. Stjärtfjädrarna är mörkbruna, nästan svarta. Ovansidan av vingen är mörkbrun medan undersidan av vingen liknar den adulta honans och är rödaktigt brun.
En juvenil hona liknar hanen i samma ålder, men är sammantaget ljusare. Framförallt är stjärtfjädrarna som mest mörkbruna och verkar aldrig svartaktiga.

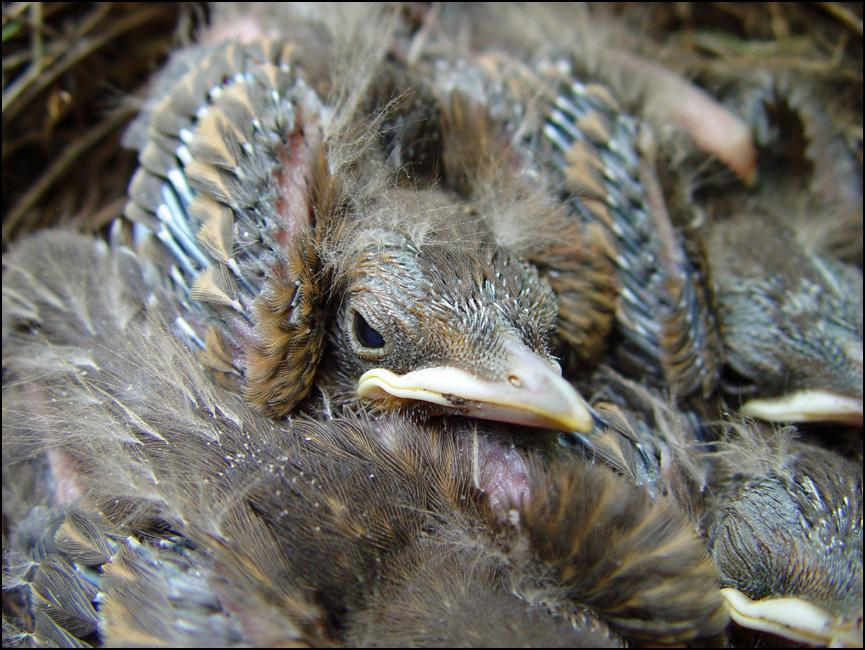
Koltrastungar.

En hane i första vinterdräkt har fortfarande kvar sina bruntonade vingfjädrar från sin juvenila dräkt medan resten av kroppen är ruggad till helsvart fjäderdräkt. Fjädrarna på undersidan har en vag brunaktigt eller gråaktigt tvärvattring.
En hona i första vinterdräkt är enfärgat mörkbrun, brunaktigt till mörkgrå eller rostbrunaktiga. Dess undersida är däremot intensivt fläckig. Både hona och hane i första vinterdräkt har helmörk näbb.
Som pull, det vill säga dununge, har koltrasten ett dun som är matt blekbrunt med mörkare gråbruna spetsar.

### Klinala skillnader hos övriga underarter
Koltrasten uppvisar en klinal variation i sitt utbredningsområde i fråga om fjäderdräktens färg och kroppsstorlek, vilket leder till geografiska variationer hos arten. Så blir koltrastarna från väster och österut till Iran gradvis blekare, gråare och större.
Underarten mauretanicus i norra Afrika påminner om nominatformen merula, men honorna är mörkare och gråare, och underarten har även längre stjärt. Den östliga underarten aterrimus blir österut klinalt blekare och gråare.
De tre underarterna cabrerae, agnetae och azorensis är mörkare och kraftigare färgade än nominatformen T. m. merula, varvid hanen uppvisar en djupare och blankare svart färg och honan är svartbrun.

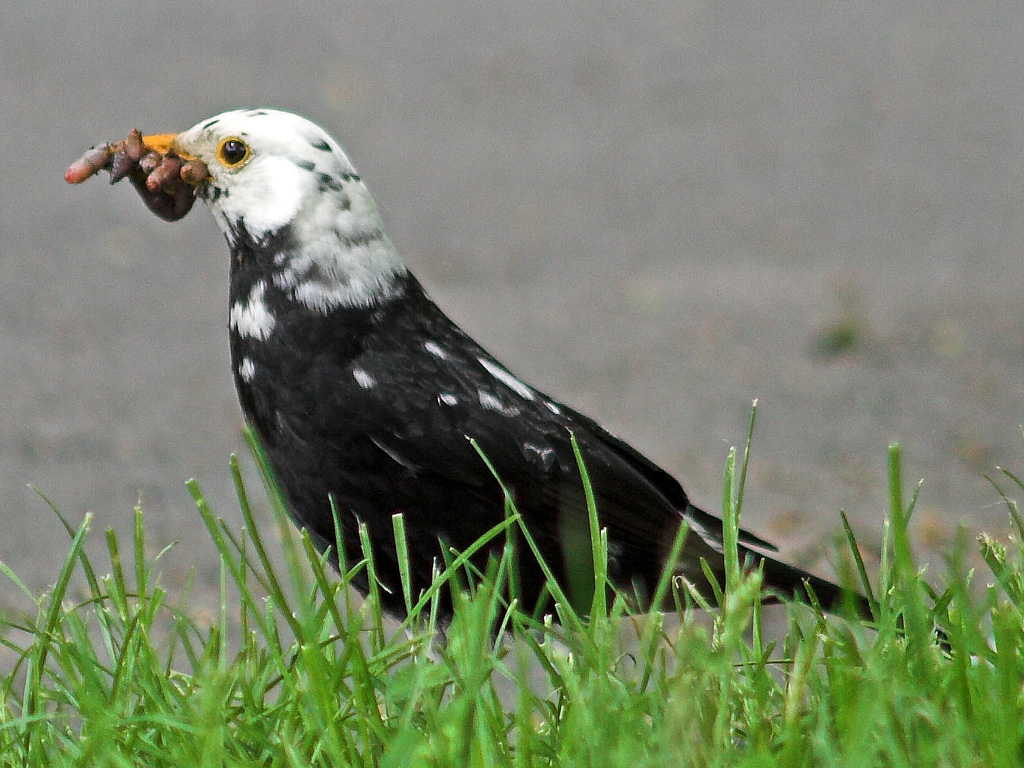
Partiellt leucistisk koltrasthane.

### Genetiska färgavvikelser
Hos koltrasten förekommer albinism, liksom partiell eller total leucism. Detta kan framför allt observeras hos kulturföljare, men även i den fria naturen. Till exempel beskrev redan Aristoteles albinokoltrastar. Mycket sällan förekommer även färgavvikelsen brun.
Läs mer om genetiska färgavvikelser hos fåglar

### Biometriska data och anatomi
Vikten hos en nykläckt unge uppgår till ungefär sex gram och inom de första tolv dagarna ökar dess vikt till omkring 64 gram. Adulta fåglar väger i snitt 84 (hona) till 86 gram (hane). Vid slutet av häckningstiden under koltrastens ruggning väger den som minst. Den högsta vikten uppnår koltrastarna nästan uteslutande genom fettlagring på vintern.  Viktminskningen på våren betingas av till ungefär lika delar av fett- och vätskeförlust. Vid ruvningen är honorna genomsnittligt något tyngre än hannarna, annars däremot lättare.
Koltrastens vingar är sammansatta av tio handpennor och nio armpennor. Den kortaste, alltså den tionde handpennan, mäter 29 mm, den längsta är den femte handpennan med ungefär 114 millimeter. Armpennorna är mellan 49 (A9) och 96 (A1) millimeter långa. Stjärtfjädrarna är alla ungefär lika långa, mellan 112  och 116 millimeter.
Koltrastens medellivslängd är 2,4 år, och den högsta åldern som uppmätts med hjälp av ringmärkning är 21 år och tio månader.
Den har bra mörkerseende (liknande rödhaken) vilket i koltrastens traditionella biotop, den mörka slutna skogen, ger fågeln en fördel gentemot predatorer.

### Läte
- En koltrasthane som sjunger i sitt revir. Inspelat i Lille i Frankrike (20s) (fil)

Koltrasten är känd för sin melodiska sång, som den ofta framför från en högt belägen plats. Koltrasten hör till de fåglar som mycket skickligt varierar sina strofer och motiv och som även är en duktig härmare. 
Koltrasten tillhör de arter som tidigt börjar sjunga om morgonen. Kort före soluppgången börjar den sin vidsträckt hörbara sång. När andra arter stämmer upp sin sång reducerar den sin intensitet. Under den intensiva tiden i maj och juni sjunger den ofta även på sena eftermiddagen och kvällen, ibland ända tills det är fullständigt mörkt.

#### Hanens revirsång
Hanens revirsång sätts samman av drillande toner i början, kombinerat med melodiska strofer och ett "påhäng". Mellandelen innehåller ofta korta imitationer och variationer av andra fågelarter. Bland annat har man registrerat mes-, steglits-, spillkråks- och grönfinksljud, men vissa härmar även ljud skapade av människan.
Varje hane börjar sin sång individuellt, vilket gör det möjligt att känna igen enskilda individer. En utpräglad instinkt hos koltrasten är att reagera med sång på en kontrahents eller grannes sång. Denna form av revirsång kallas på engelska för "countersinging" som skulle kunna översättas med kontrasång eller kontersång. De mest likartat klingande stroferna ur den egna repertoaren framförs med motsvarande egna inledningselement. Även "påhänget" sjungs många gånger i omvandlad form. 
Därvid är den komplexa uppbyggnaden av detta påhäng knappast möjligt att urskilja för det mänskliga örat, utan detta blir tydligt i sitt fulla omfång först när man betraktar ett sonogram. Stora skillnader i tonhöjder inom en sekund, starkt utpräglade övertoner och diplofona partier med motlöpande frekvensförlopp karakteriserar detta "påhäng".
Den individuella uppbyggnaden och längden på stroferna varierar starkt. En strof kan innehålla mellan 5 och 29 element, med pauser på mellan ett fåtal hundradelars och några tiondelars sekunder, vilka avgränsar strofelementen från varandra.
Under milda vintrar kan revirsången sätta in redan i mitten av februari, men den avbryts om det uppstår en köldknäpp. I mitten av mars börjar långsamt majoriteten av koltrastarna att sjunga. Sångaktiviteten har sin höjdpunkt vid fuktig väderlek mellan maj och juni, och från mitten av juli hörs sången endast mycket sporadiskt.

#### Honans läten
Honor låter ibland höra strofer som är dämpade eller som liknar hanens sång. Detta sker övervägande när hon flyger till boet med foder eller stimuleras av hanens sång. Om en hona uppmanar en hane till parning låter hon höra pressat ljudande, mycket svaga och ofta höga ljud i osammanhängande följder.

#### Andra former av sång
Hanar och honor sjunger efter ruggningen på hösten en specifik sång som framförs svagt med sluten näbb. Hanar framför då samma motiv som vid revirsången medan honan snarare ljuder som en ungfågel. Denna höst- och vintersång framförs oftast från ett tätt buskage eller från marken.

#### Lockläte
På sträck hörs ett lågmält rullande "srrri".

#### Oro- och varningsläten
Vid störning eller som alarm vid närvaro av en predator hörs ett hårt och upprört smackande "tack", enkelt eller upprepat. Högljutt och snabbt upprepat är detta varningsläte ett tecken på högsta upprördhet och alarmberedskap, exempelvis vid siktning av en fiende på marken.
Med ett nasalt "djyck" varnar koltrastar sina ungar. Framför allt på vintern yttras detta rop vid sov- eller födoplatser. Vid växande upprördhet stegras "djyck" till bekanta skrik "dackderrigigigi duck duck" eller till höga "tix tix tix") eller metalliska hamrande "pli pli pli pli...". Detta beteende överförs snabbt till artfränder, för att exempelvis fördriva fiender eller uppmana till gemensam uppflykt då lätet ofta slår över i ett crescendo.
Ett mycket högt "ssieh" (mellan 9 och 7 kHz avfallande) används ofta som varningsläte för en fiende som kommer flygande. Dock används detta rop även allmänt som orosläte speciellt mellan partners.

#### Ungfågelläten
Nykläckta dunungar tigger med ett "hip"-ljud. Från den första utfodringen yttras detta rop upprepat. Ju högljuddare ungen ropar, desto hungrigare är den. Tigglätet ("tsit tsit tsit…", senare "tsri" eller "tsrit") hörs tidigast från den femtonde utfodringsdagen.
Från tigglätet utvecklas varningslätet och med upplösningen av syskonbanden (omkring den 35:e till 40:e dagen) det sociala lätet. Det funktionslösa "ririririri" som hörs hos vilande och just flygga koltrastar är föregångaren till ungfågelsången. Denna är växlingsrik och sätter in tidigast från den nittonde dagen, men då mycket plötsligt. Alltså är sångens typ, till exempel vad gäller tonhöjd eller strofernas enskildheter, medfödd för varje fågel. Denna blir sedan utvidgad med fraser som hörts från olika individer och så uppstår så småningom den egna, oförväxliga sången. Den övande ungkoltrasten känns igen på det avhuggna sättet vid framförandet. Det enda som återstår av det blir motivet, som inom några veckor utvidgas av främmande motiv och egna kompositioner till enskilda melodier.

#### Andra läten
Åtminstone två underarter, T. m. merula och T. m. nigropileus, härmar andra fågelarter, katter, människor eller larm, men detta är vanligen tystlåtet och svårt att observera.

## Ekologi

### Biotop
Bortsett från kopplingen till vegetationsfria eller kortbeväxta marker för födohämtningen är koltrasten mycket anpassningsbar, varför enskilda preferenser ofta inte kan uppfattas. Dess biotopval är i dag mycket varierat och man talar i dag närmast om stadskoltrastar och skogskoltrastar.

#### Traditionell biotop
De europeiska koltrastarnas livsmiljö var tidigare till största delen knuten till mörka, fuktiga och snårtäta skogar. Fåglar i denna biotop söker sin föda i mer eller mindre vegetationsfri humus. De befinner sig även vid skogsbryn liksom inne i skogen. 

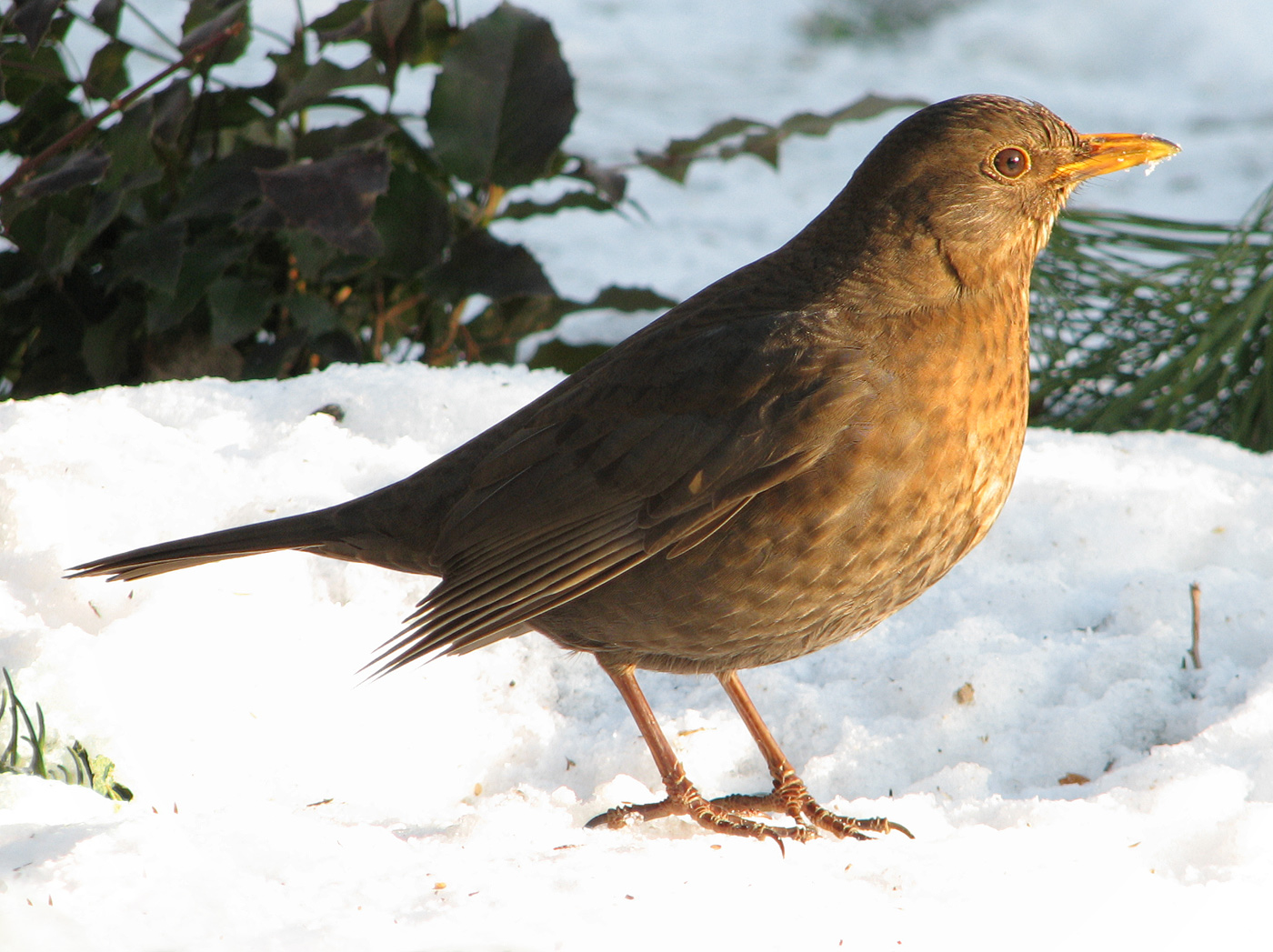
Koltrasthona i snö

I alla sina biotopval verkar den främst föredra flerskiktiga starkträdsbestånd liksom närhet till små skydd. I homogena ekonomiskogar ökar koncentrationen av häckningsplatser och födohämtning i olika typer av gränsområden, som exempelvis bestånd av olikåldriga träd, gläntor eller skogsbryn.

#### Urban biotop
Koltrasten, som tidigare var en skygg skogsfågel, började sedan det tidiga 1800-talet att etablera sig i de europeiska städerna. Denna process är fortfarande pågående, speciellt i det östliga utbredningsområdet. Denna etablering grundas på ekologisk anpassning och inte på etablering av en genetiskt avvikande population.
Morfologiskt kan ingen skillnad mellan så kallade stads- och skogskoltrastar märkas och populationerna av stadskoltrastar utökas fortlöpande med skogskoltrastar. Dock har man funnit flera biologiska skillnader så som att stadskoltrastarna har högre häckningstäthet och mindre revir, vilket resulterar i större kontakt med artfränder med fler konflikter som följd. Deras häckningssäsong börjar tidigare än för skogskoltrasten men avslutas ungefär samtidigt och de får i genomsnitt fler ungkullar. De är aktiva under en längre tid av dygnet, tenderar att leva längre och har lägre flyttningsbenägenhet.

#### Övriga biotoper i Europa
Koltrasten återfinns i nästan alla skogar i Mellaneuropa som sluten hög-, medel- och lågskog, och även i ljusa buskskogar och buskhedar. Den återfinns även i strandområden, småskogar och häckar, till och med täta vassruggar koloniseras. Den förekommer mer sällsynt vid enskilt stående, öppna byggnader som lador och dylikt. I parkanläggningar, trädgårdar eller industriområden är den emellertid hemmastadd. Den är alltid bunden till lövskog, men bara ett mindre buskage är tillräckligt. Rena barrskogar bebor den sällan, och i högre lägen ersätts den snabbt av ringtrast (Turdus torquatus).
I Sydeuropa är den, speciellt i Italien på grund av den delvis intensiva jakten, ofta inskränkt till mycket skogiga områden.
På senhösten förflyttar sig koltrasten gärna till vinodlingsområden och fruktträdgårdar, för att utnyttja det rikhaltiga födoutbudet. Vid utebliven eller försvinnande tillgång till föda försvinner den mycket snabbt igen.
Under vintern förflyttar sig många koltrastar från häckningsområdena i skogar och halvöppna landskap till bebyggda grönområden och trädgårdar. Under stränga vintrar uppsöker den även slutna ortscentrum och lämnar även parkanläggningar, till förmån för trädgårdar och bostadskvarter.

### Häckning

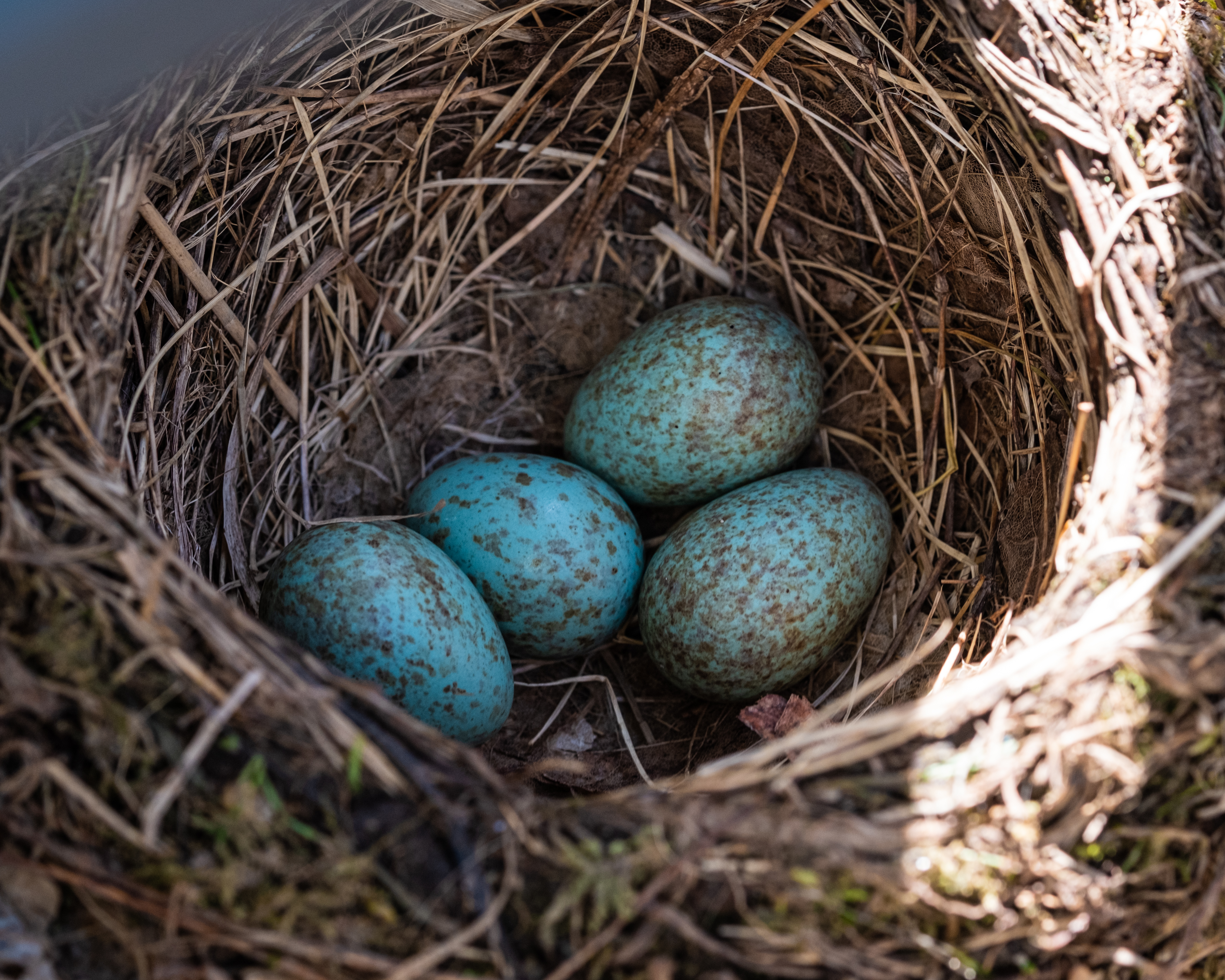
Fyra ägg i ett bo

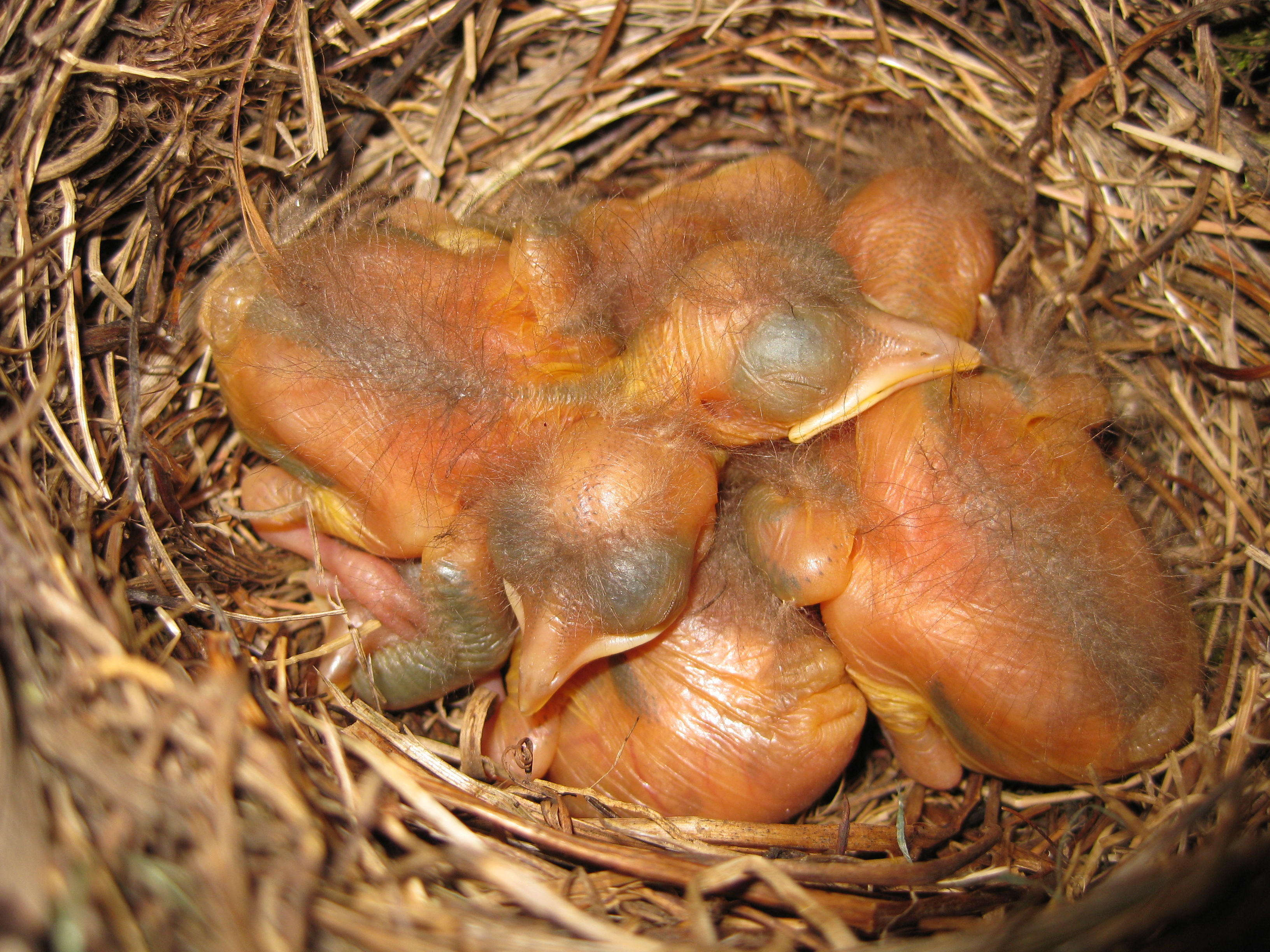
Nyligen kläckta ungar (två dagar gamla)

Koltrasten blir normalt könsmogen i början av det andra kalenderåret (2K). Inom en häckningssäsong bildar koltrastparet ett monogamt förhållande. Flyttande individer börjar redan efter vårflyttningen med lek och partnersökande. I slutet av februari eller i mars - i städer tenderar det att ske tidigare - kan vinterreviren bli till häckningsrevir. De koltrastar som har givit upp sina revir på hösten eller vintern försöker åter ta dem när häckningstiden rycker närmare. Koltrastar som häckar för första gången försöker bygga upp ett eget revir mellan bestående eller erövra revir.
En andra häckning är möjlig ända fram till sommaren. Samma bo används då, om den första häckningen var framgångsrik. Adulta honor växlar dock häckningsplats ungefär tre gånger oftare än adulta hannar, vilket minskar faran för inavel. Vid större och tilltagande täthet stiger sannolikheten för boplatsväxling på liten yta och revirförskjutningar.
Många av de adulta hanarna söker sig redan i övervintringsområdet en häckningspartner, genom att de förföljer honor och försöker tränga bort sina konkurrenter. Den tidigaste parbildningen bland stadskoltrastar kan observeras i mitten av november, de första fasta paren från andra hälften av december. Normalt bildas paren dock först i slutet av vintern och början av våren. Leken börjar däremot först i mars och aldrig i vinterkvarteret. Leken intensifieras från mars till maj och framförallt efter revirsången på morgonen.
Vad angår platsen för boet skiljer sig experternas uppfattningar. Om boplatsen endast bestäms av honan, på förslag av hanen eller i samarbete, är inte klarlagt. Det tycks dock att honan väljer en av de boplatser som hanen har föreslagit. Om honan inte är nöjd med häckningsterritoriet lämnar hon platsen.

#### Beteende under revirsång

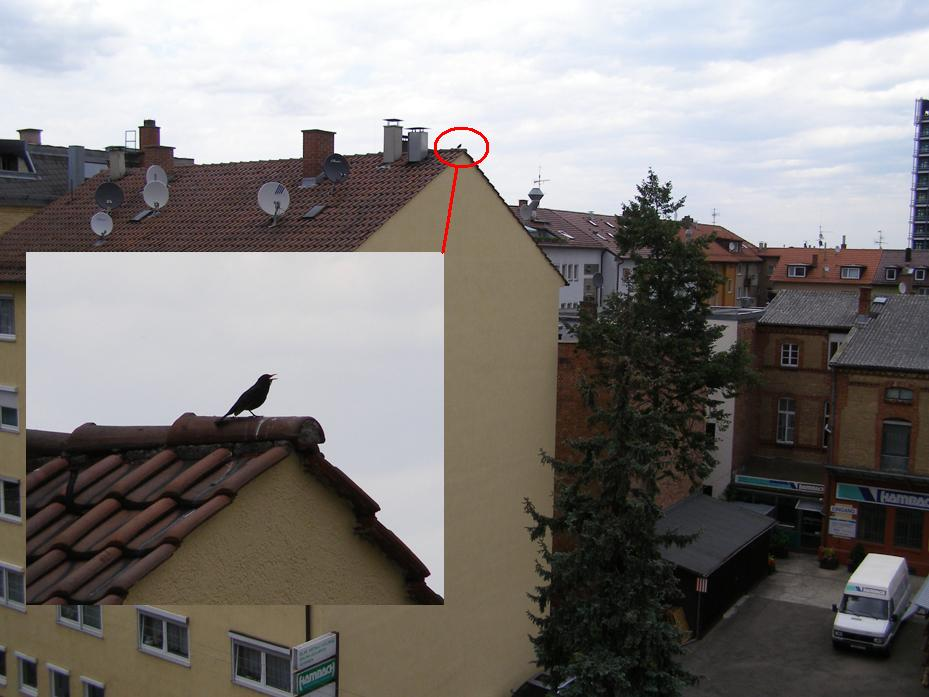
Sjungande hanne i stadsmiljö

Sjungande hanar har två till tre olika, upphöjda utkiksposter, från vilka de framför sin sång. I allmänhet är utkiksposten tydligt lägre än hos taltrasten. Hanar från angränsande revir sjunger ofta direkt bredvid varandra eller går i en sorts tävling och stämmer upp en sorts svarssång. I sällsynta fall sjunger koltrasten under flygningen, då den växlar utkikspost. Då är den också oftast tydligt kortare eller består uteslutande av inledningsljuden.
Det finns ett flertal olika orsaker till revirsång. En huvudanledning är säkerligen att ge sig själv till känna, och försvara och märka ut sitt revir. En annan anledning är att locka till sig honor och att stärka sammanhållningen mellan ett par. Ofta leder särskilt stark revirsång till stridshandlingar eller kontrahentens flykt.

#### Boplats
Koltrastar är mycket anpassningsbara vad gäller placering och utformning av boplats. Oftast sätts redet upp på ett fast underlag och skyddas på ovansidan, till exempel med kvistar och blad. För det mesta är boet mycket väl dolt i ogenomtränglig markvegetation eller täta häckar. I halvöppna och öppna landskap häckar koltrasten gärna i buskar (ofta fläder Sambucus sp.), grenhopar eller direkt på marken. Ju tätare lövverk, desto större sannolikhet att finna koltrastar. Om det förutom lövverk även finns fuktiga och mörka busksnår utgör detta idealplatsen för ett koltrastbo.
Sällsynt används även naturliga halvhålor i träd, fågelholkar, andkorgar liksom duv- eller kråkfågelbon. I stadsområden föredrar koltrasten strukturerade husväggar och murar, som besätts som revir redan innan det börjar grönska. Även i trädgårdar är den vanlig att finna i vintergröna träddungar.
Redet placeras oftast i närheten av marken. Det systematiska sökandet efter en lämplig plats börjar således från marken och fortsätter uppåt. I mellaneuropa ligger den genomsnittliga bohöjden på ungefär 1,3 meter över marken. Bon mer än sju meter över marken är undantag även i villaområden. I enstaka fall har dock bon på höjder över 20 meter dokumenterats. 
Just i villaområden är även mycket uppseendeväckande och märkliga boplatser möjliga. Exempelvis har följande observationer gjorts: i lyktstolpar, i skrothögar, i bilars motorutrymme; dessutom i ett flygplan, i kranar och järnvägsvagnar, i katedraler, stations- och lagerhallar och balkonglådor.

#### Rede
I huvudsak består redet av kvistar, grova strån, rötter, mossa, tillfälligtvis även lavar, bast- eller barkstycken. Den överbyggnad som ska skydda redet ovanifrån framställs av tunnare strån, små rötter, löv och mossa. Den grop där äggen läggs formas med fuktigt slam, jord eller lera och kläs med finstrukturerade strån och små kvistar. Det yttre av redet består inte sällan av bortkastat mänskligt avfall, som papper, textilier, snören eller träull.
I form och storlek varierar redena efter varje plats. Ju fastare underlag desto större och tyngre kan redet bli.
Genomsnittsvärden av reden med en full kull:
- Yttre diameter 146 x 168 millimeter
- Gropens diameter 94 x 103 millimeter
- Gropens djup 50–85 millimeter
- Redets höjd 80–187 millimeter
- Vägg- och golvtjocklek mellan 18 och 50 respektive 9 och 53 millimeter
- Nettovikt 50–530 gram

Redet byggs uteslutande av honan medan hanen övervakar reviret. Om hanen blir störd varnar han honan genom att sätta igång med den svaga spelsången. Bomaterial uppsamlas av honan nästan enbart från marken och transporteras till redesplatsen med full näbb. Om underlaget har en viss fasthet placerar sig honan i mitten, stöttar sig på de utbredda vingarna och sparkar med fötterna bomaterial uppåt, så att den grop som formas blir stabil. När honan är nöjd med råbygget, samlar hon i den nära omgivningen jord eller lera, fuktar det eventuellt med vatten och klär så in sitt rede ytterligare, tills ett hårt skikt uppstår, vilket hon då madrasserar.
Efter två till fem dagar och ungefär 300 flygningar, då olika bomaterial transporterats, är redet oftast färdigställt.

#### Kull och ägg
Efter färdigställandet av redet lägger honan efter två dagar det första ägget. Äggläggningen följer normalt i ett intervall på 24 timmar, ibland dock även oregelbundet. Koltrasthonan lämnar inte sina ägg obevakade över natten. Ofta förekommer det till och med att hon börjar ruva kort innan det första ägget läggs för att sedan inte lämna redet mer. Oftast börjar dock ruvningen efter att det tredje ägget lagts. Ruvningen, från att det första ägget läggs tills de sista ungarna kläcks, varar mellan 12 och 15 dagar. Ju senare häckning, desto kortare kan detta tidsspann bli. Det kan variera mellan ett och tre dagar från det att första till sista ägget ha kläckts. 
Äggen är mestadels ovala till kortovala, ibland lätt elliptiska. Skalet har nästan ingen glans. Färg och teckning kan vara variera kraftigt. Grundfärgen för friska ägg är alltid grön, men ofta utblekt. På den gröna bakgrunden finns bruna fläckar. Fläckningen är oftast liten. I vissa fall kan äggen också vara nästan utan fläckning.

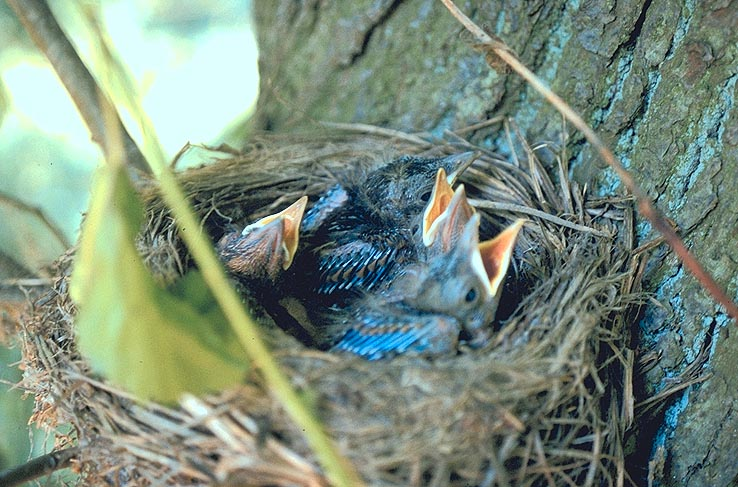
Koltrastungar i boet

Äggens storlek är geografiskt nästan konstant och uppgår till ungefär 28,9 millimeter x 21,4 millimeter i snitt. Vikten av nyss lagda, hela ägg uppgår till 6,9 gram. Skalets vikt varierar mellan 0,315 och 0,530 gram.
Mellan två och nio ägg läggs av honan. Normalt är det fyra till fem, vid slutet av häckningstiden ofta även bara tre, ibland två eller sex, mycket sällan sju. Som flest ägg innehåller redet när honan lägger ägg mellan mitten av maj och början av juni.
I naturliga livsmiljöer börjar honan sällan att lägga ägg före mitten av mars och efter början av juli. Stadskoltrastar börjar lite tidigare. En framgångsrik uppfödning av tre kullar omfattar minst 99–104 dagar, med början med byggandet av redet och slut med att den tredje kullen flyger ut.
Om honan skulle dö på något sätt så tar hanen över arbetet med att mata ungarna tills de klarar sig själva.

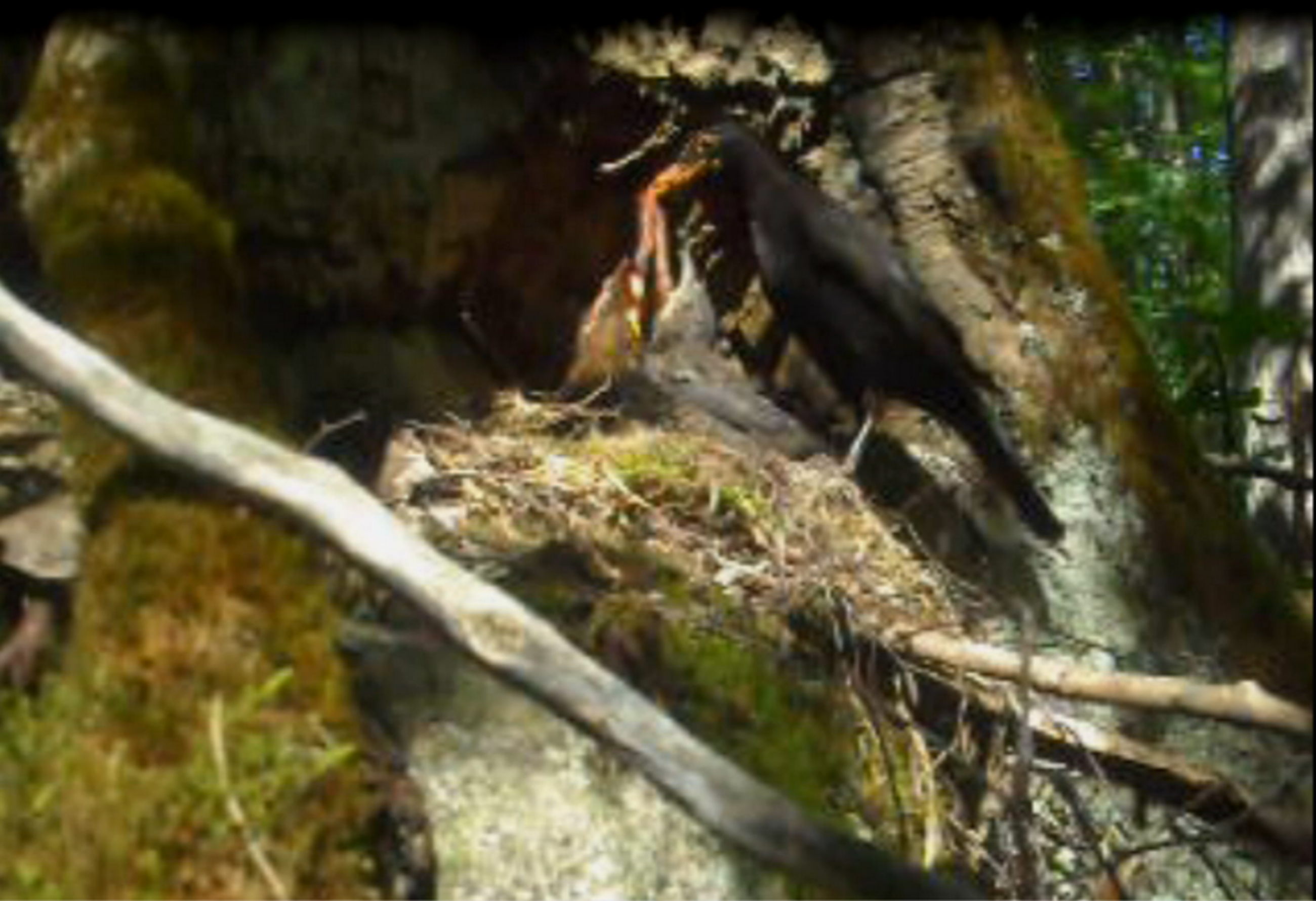
Koltrasthane som matar sina ungar

Om den första häckningen avslutas med framgång börjar de flesta koltrastparen en andra häckning, åtminstone i habitaten upp till 1500 meter över havet. I stadsområden liksom de flesta lågländerna blir det även ofta en tredje häckning. Det finns också några enstaka kända fall där ett par har genomfört mer än tre häckningar med framgång, så till exempel sex framgångsrika häckningar i Nederländerna.

### Flyttningsbeteende
Vad gäller vädret är koltrasten anpassningsbar under flyttningen. Huvudsakligen flyttar den nattetid eller under de tidiga morgontimmarna i små etapper med många men korta pauser.
I Mellaneuropa börjar flyttningen till övervintringsområdena redan sent i augusti och allmänt i september. Den når sin höjdpunkt i början av oktober, längre norrut även redan något tidigare, och avtar i början till mitten av november. Det är påfallande att tydligt fler ungfåglar flyttar. Några återfynd av ringar tyder på att tidpunkt och hastighet för enskilda individers bortflyttning kan variera stort. Det händer också att fåglar flyttar på grund av köld, vilket kan leda till stora ansamlingar. Ju sydligare häckningsområde, desto senare sker flyttningens början, höjdpunkt och slut. I Camargue kan det exempelvis finnas efterflyttare ända in i december.
Flyttningen till häckningsområdena börjar i omvänd riktning och når Mellaneuropa ungefär i mars. Starten varierar dock på olika orter mellan februari och maj, så till exempel i södra Storbritannien, där vårflyttningen sätter in redan i slutet av februari, i östra Tyskland däremot först i mitten av maj.

### Föda

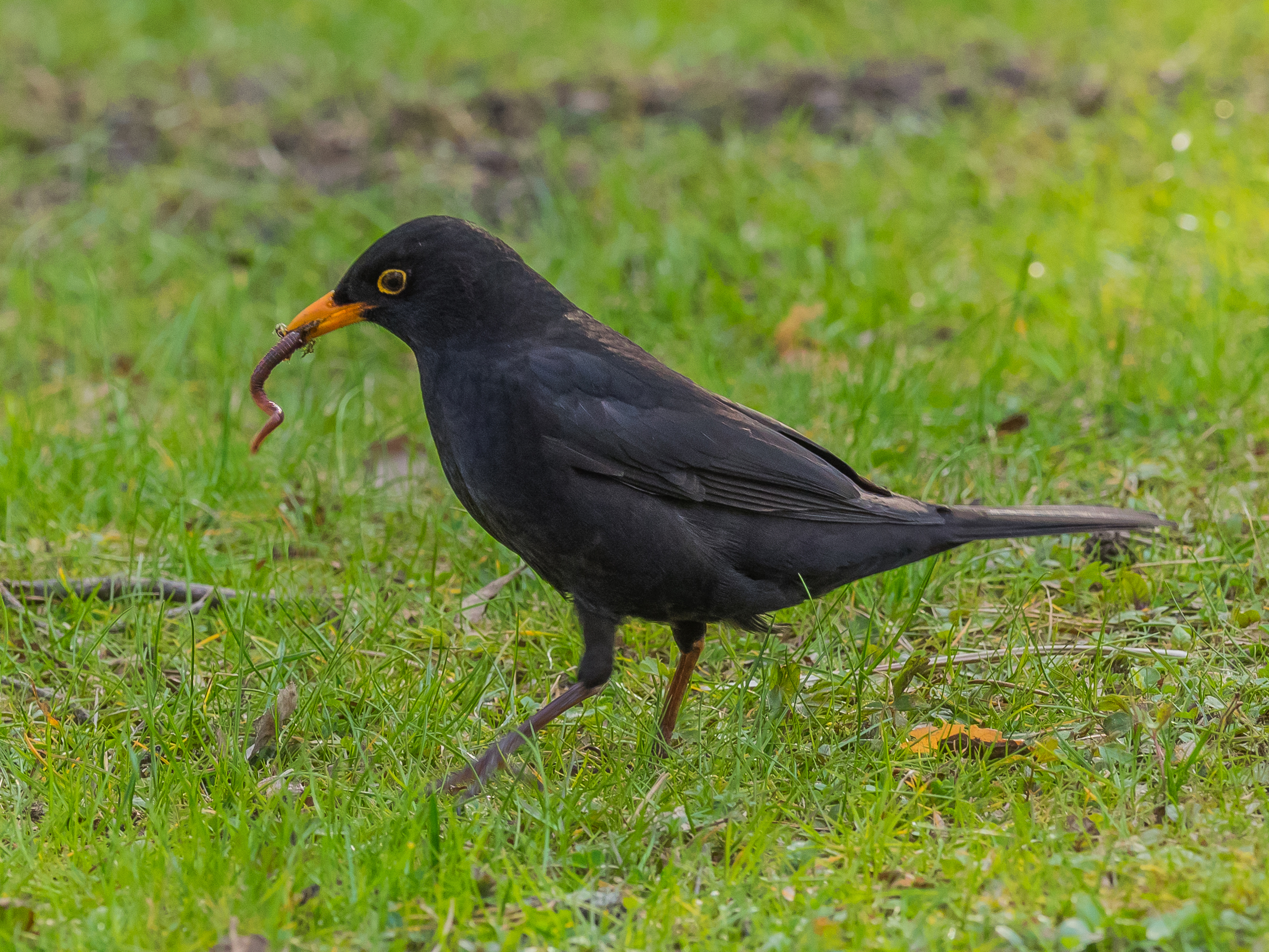
Koltrasthane med daggmask.

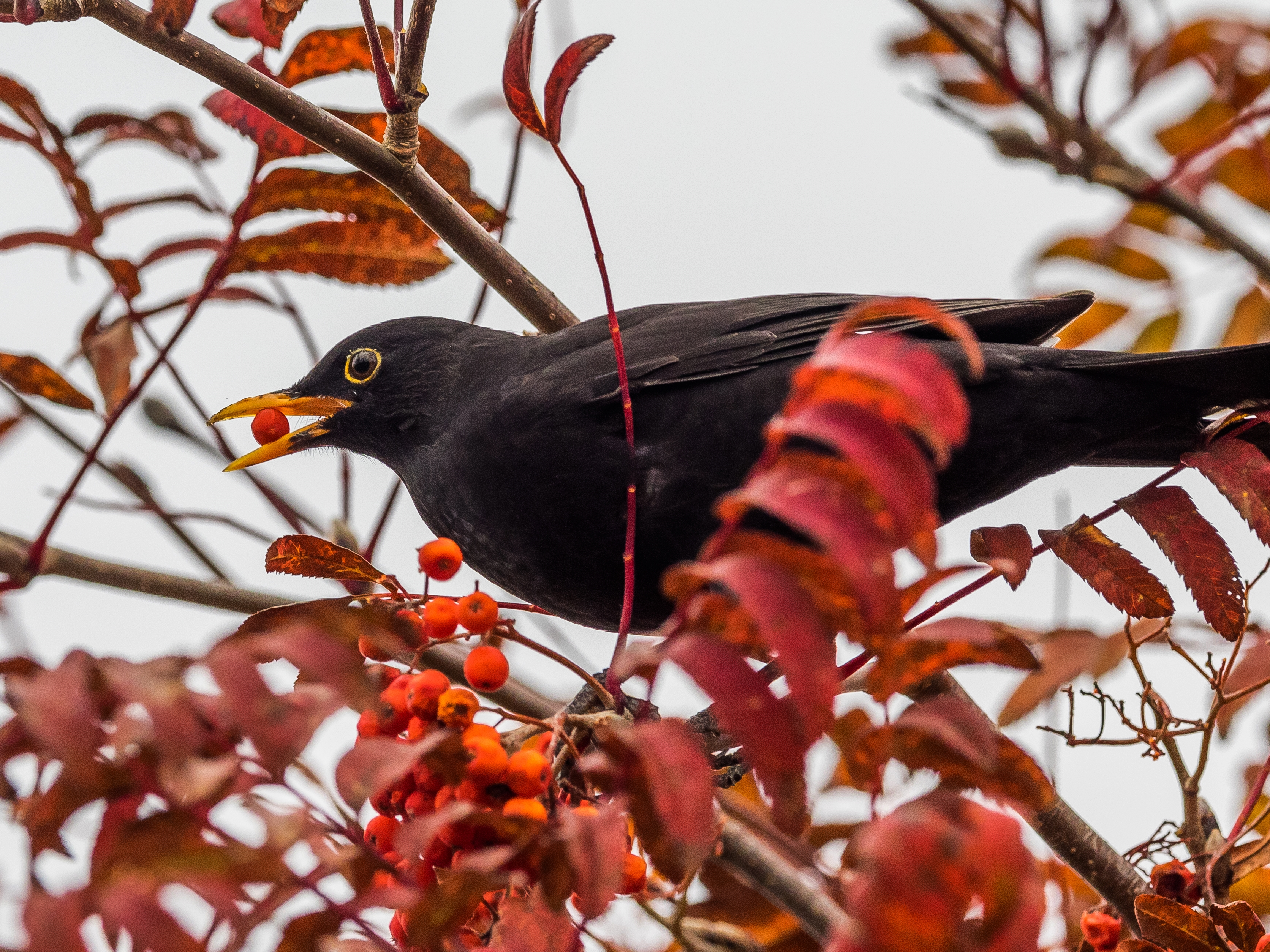
Koltrasthane med rönnbär.

Koltrasten är allätare och äter ett stort urval insekter, daggmaskar, frön och bär. Den är hela året hänvisad till animalisk föda, i åtminstone små mängder. När tillgången på animalisk föda är knapp äter den även bär och frukter.
Den animaliska födan överväger, och är särskilt viktig under häckningssäsongen. Fallfrukt och bär, exempelvis äpple och rönnbär, tas i högre grad på hösten och vintern. Vilken sorts frukt som äts beror på vad som finns lokalt tillgängligt, och kan ofta inkludera exotiska frukter i trädgårdar.
Den huvudsakliga grundvalen för näringsspektrumet är daggmaskar, skalbaggar, upp till ollonborres storlek, och myror. Andra vanliga bytesdjur är snäckor, spindlar, tusenfotingar, iglar liksom i allmänhet insekter och deras larver. Sällan utökar den sin föda med virvelmaskar, små fiskar, groddjur, små ödlor, kopparödlor, möss och näbbmöss. Man har även sett koltrastar som tagit unga snokar som byte. Tillfälligtvis tar de också ägg från mindre trastfåglars och finkars bon liksom deras ungar. 

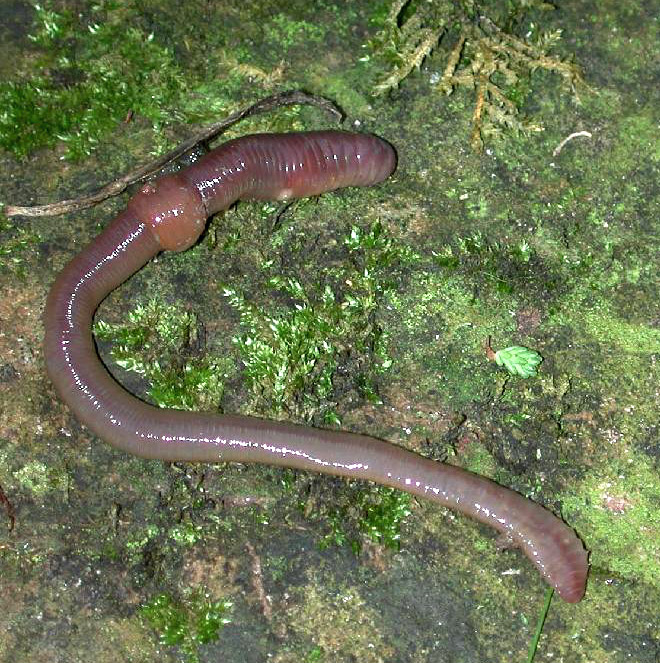
Daggmask (Lumbricus spec.).

Hela året utökas den animaliska födan med bär och frukter samt svampar. Små myror används ofta till utfodring av dunungar och flygga ungfåglar. Till skillnad från de andra trastfågelarterna skyr koltrasten i nödfall heller inte avfall eller djurfoder och kan regelbundet ses vid utfodringsplatser.
Under häckningstiden livnär sig koltrasten i stor utsträckning på animalisk föda och då främst daggmask. Från mitten av maj äter de även frukter som jordgubbar, senare häggmisplar, fläder, hägg, körsbär med flera. Även ungarna utfodras redan tidigt med växtföda, så till exempel bären av murgröna liksom olika sorters frukter.
Koltrasten är mycket anpassningsbar i sitt val av föda. Om animalisk föda är knapp livnär den sig från slutet av juli/mitten av augusti av tidigt mogna frukter, vilka sedan dominerar födan i oktober och november. Koltrasten är den art bland trastfåglarna som är mångsidigast vad gäller vilka frukter den äter. Frukter väljs utifrån mognadsprocess och sockerhalt. Om utbudet av frukter blir mindre övergår koltrasten till att äta små ryggradslösa djur. 
Under vinterperioden då det knappt förekommer några frukter livnär sig koltrasten huvudsakligen av animalisk föda. Från februari till april utgör bären av murgröna nästan den enda vegetabiliska födan. Av denna orsak äter koltrasten då även frön, som den dock knappast kan smälta.
För människor giftiga frukter som de av tibastsläktet, belladonna eller idegranar äter koltrasten utan problem. Exempelvis är deras atropintolerans tusentals gånger högre än hos människan. Det finns också uppgifter om enstaka observationer av koltrast som ätit mördarsnigel men det finns inga säkra källor.
Olika undersökningar av maginnehållet har visat ett mycket rikhaltigt näringsspektrum. Så hittades till exempel vid en undersökning i Halle 209 olika arter av bytesdjur. Mer än hälften var skalbaggsarter.
Koltrasten födosöker mestadels på marken, där den springer och skuttar med ryckiga rörelser. Den drar upp daggmaskar ur jorden, vanligen efter att ha hittat dem med synen, men ibland med hörseln, och rotar igenom lövhögar efter andra ryggradslösa djur. Ibland jagas små ryggradsdjur som grodor, grodyngel och ödlor. Koltrasten kan också sitta i buskar och ta bär samt skalbaggar och andra aktiva insekter.

## Koltrasten och människan

### Status och hot
Koltrasten har ett mycket stort utbredningsområde och en stor population uppskattad till mellan 145 och 220 miljoner adulta individer globalt. Den tros också öka i antal. IUCN kategoris4erar den som livskraftig.
I västra Palearktis är populationerna i allmänhet stabila eller ökande, men lokala minskningar har förekommit, särskilt i jordbruksmark, vilket kan bero på att jordbrukare har uppmuntrats att hugga ned häckar (som tillhandahåller boplatser), samt att uttorka fuktig mark och öka användningen av bekämpningsmedel, vilka båda kan ha minskat tillgången på ryggradslösa djur som föda.

### Folktro och i kulturen
I Sverige trodde man förr att om man såg en koltrast på vintern betydde det väderomslag.
Det engelska trivialnamnet för koltrast är "blackbird" vilket bland annat är titeln på en låt av The Beatles och namnet på flera flygplan, se exempelvis Blackbird. Koltrasten förekommer också i flera poetiska verk.
1962 genomfördes en omröstning i Dagens Nyheter, i samarbete med Nordiska museet, Skansen och Sveriges Ornitologiska Förening där koltrasten utsågs till Sveriges nationalfågel av läsarna. Eftersom denna omröstning hade en kraftig Stockholmscentrering på grund av tidningens spridning så initierades en ny omröstning 2015 av Sveriges ornitologiska förening då koltrasten åter igen blev genomröstad som Sveriges nationalfågel.
Koltrasten är symbol för Robertsfors kommun och dess föregångare Bygdeå socken. Det finns ett medeltida sockensigill från Bygdeå socken vilket föreställer en koltrast. Den ursprungliga sigillstampen är förlorad, men sigillet är avbildat på baldakinen (predikstolens tak) i Bygdeå kyrka. De svenska efternamnen Turdinus, Thurdin, Turdin, alla med rötter i Bygdeå, stammar från Turdus. Bygdeåbornas gamla öknamn var "bygdetrastar".

### Namn
I svenskan är trivialnamnet känt i skrift sedan 1731.
Koltrasten har haft många olika namn i olika delar av Sverige, bland annat "svarttrast" i Småland och på Gotland, "svartstare" i Småland, "gråstare" och "svartklera" i Bohuslän, "buskstare" i Småland och på Öland och Gotland, "solsvärta" i Skåne och "muskvipa" i Västergötland.
I Blekinge har trastar, och då även koltrasten kallats droksel. Detta namn har uppenbara likheter med fågelns namn i flera europeiska språk, till exempel högtyska drossel och fornhögtyska drosca.
| Namn       | Trakt                   | Anteckning | Referens |
| ---------- | ----------------------- | ---------- | -------- |
|            |                         |            |          |
| Buskstare  | Småland, Öland, Gotland |            | [ 32 ]   |
|            |                         |            |          |
| Droksel    | Blekinge                |            | [ 33 ]   |
|            |                         |            |          |
| Gråstare   | Bohuslän                |            | [ 32 ]   |
| Muskvipa   | Västergötland           |            | [ 32 ]   |
| Solsvärta  | Skåne                   |            | [ 32 ]   |
| Svartklera | Bohuslän                |            | [ 32 ]   |
| Svartstare | Småland                 |            | [ 32 ]   |
| Svarttrast | Småland                 |            | [ 32 ]   |